# Vezist (nogomet)
Vezíst ali vézni igrálec je pozicija pri nogometu. Vezist igra na sredini igrišča, njegove zadolžitve so kreiranje priložnosti, odvzemanje žog, pobiranje t.i. drugih žog, tudi doseganje zadetkov in tranzicija v napad oz. v obrambo. Vezisti se delijo na napadalne, centralne in obrambne veziste. Označujemo jih s tujkami - CDM, RDM, LDM, CM, RCM, LCM, CAM, RAM, LAM. 
To so po navadi zelo inteligentni igralci, ne potrebujejo pa izstopajočih fizičnih predizpozicij.
Nekateri svetovno znani vezisti so Andrea Pirlo, Andrés Iniesta, Xavi itd.